# Румунсько-угорські відносини
Румунсько-угорські відносини — двосторонні відносини між Румунією і Угорщиною. Відносини країн почалися ще у Середньовіччя. Обидві країни встановили відносили у 1920 році. Тим не менш, сторони досі мають суперечки через Трансильванію — область на північному заході Румунії, яка до 1920 року входила до складу Угорщини.

## Конфлікти
25 липня 2015 року прем'єр-міністр Угорщини Віктор Орбан відвідав Трансильванію, спірну територію між Угорщиною та Румунією. За результатами візиту прем'єр Угорщини розмістив у Facebook фото, в тому числі металевих емблем і дерев'яних бейджів з гравіюванням карти, прапорів і геральдики «Великої Угорщини», які продавалися в Трансильванії, додавши підпис: «для нас це Європа на кону». Зображення викликали обурення в МЗС Румунії, яке назвало дії Орбана ревізіонізмом.